# Beòrix
|  | No s'ha de confondre amb Boíorix. |

Beòrix o Boiòrix (en grec Βοιῶριξ Boiṓrix; en llatí Boiōrix) era un rei de la tribu cimbres durant la Guerra címbria.
Amb els seus germans va incitar al seu poble a revoltar-se contra els romans. El seu èxit més notable va ser una espectacular victòria contra els romans a la batalla d'Arausio l'any 105 aC. Més tard va ser derrotat per Gai Mari, i mort a la batalla dels Camps Raudis el 101 aC.